# COFF
共同物件檔案格式（英語：Common Object File Format，縮寫為），又稱通用目标文件格式，是一種用於執行檔、目的碼、共享庫（shared library）的檔案格式，使用於類UNIX系統上。它最早使用於UNIX System V上，用來取代先前的a.out格式，後來又發展出XCOFF與ECOFF。
在多數類UNIX系統上，這個格式已被ELF格式所取代。某些类Unix系统，微软公司的Windows系统（PE 格式），可扩展固件接口（EFI）以及某些嵌入式系统中仍在使用COFF文件格式或它的变种。